# Georges Charpak
Georges Charpak (Dąbrowica, 1924. augusztus 1. – Párizs, 2010. szeptember 29.) francia fizikus, aki 1992-ben fizikai Nobel-díjat kapott a sokszálas proporcionális kamra feltalálásáért.

## Élete
Lengyelországi zsidó családban született Dabrowicában, a mai Dubrovicában Ukrajna területén. 7 éves korában családjával együtt Franciaországba emigrált. 1941-ben, a német megszállás idején, 17 éves korában a párizsi Szent Lajos Gimnázium speciális matematikai szakának első évfolyamára járt. 1942-ben egy iskolatársa, egy rendőr fia figyelmeztette, hogy családjával együtt közeli letartóztatása várható. Franciaország déli részére menekült és Georges Charpentier álnév alatt Montpellier-ben beiratkozott a Joffre Gimnázium matematikai tagozatára. Belépett az ellenállásba. 1943. augusztus 14-én a Vichy-kormány speciális egységei letartóztatták, Montpellier-ben bebörtönözték és decemberben két évre ítélték. Ekkor átszállították Villeneuve-sur-Lot-ba, a központi börtönbe, ahol 1200 sorstársával együtt ült. A börtönben matematikát és fizikát tanított társainak. 1944. május 30-án a francia hatóságok átadták a németeknek és a dachaui koncentrációs táborba, majd Landsbergbe szállították. 1946-ban megkapta a francia állampolgárságot.
2007-ben megkapta a Becsületrend tiszti fokozatát.

## Tudományos karrierje
1945-től a párizsi École nationale supérieure des mines de Paris-ban tanult és 1948-ban kapott bányamérnöki diplomát. 1948-tól a CNRS tudományos munkatársa lett, ahol Frédéric Joliot-Curie mellett dolgozott a Collège de France magfizikai laboratóriumában. Itt kapott PhD-t 1954-ben kísérleti magfizikából.
1959-től 1991-es nyugdíjba vonulásáig volt a CERN munkatársa. 1960-ban részt vett a müon mágneses momentumának megmérésében. 1961–67-ig különböző nemfotografikus szcintillációs számlálók fejlesztésével foglalkozott.
1968-ban elkészült a sokszálas proporcionális kamra fejlesztésével, amiért 1992-ben fizikai Nobel-díjat kapott.
1974-re kifejlesztette a szférikus driftkamrát, amelyet fehérjék röntgendiffrakciós vizsgálatához lehet használni. 1979–89-ig lavinakamrákkal foglalkozott, valamint fotondetektorok alkalmazásával az ionizáló sugárzásokkal való képalkotásban. 1985–91-ig Fermilab kísérletekben vett részt foszforeszkáló lavinán alapuló kamrákkal, valamint a genfi Egyetemi Orvosi Központ biológiai kutatásai számára fejlesztett eszközöket.